# Ё
De Ё (onderkast: ё) (jo) is de zevende letter uit het cyrillische alfabet. Hij wordt in het Russisch, het Wit-Russisch en enkele Turkse talen gebruikt. Andere Slavische talen gebruiken de letter echter niet. De letter werd in 1797 door de Russische historicus en literator Nikolaj Karamzin uitgevonden, maar werd pas in de jaren 40 van de 20e eeuw gestandaardiseerd.
In Russische teksten worden de twee puntjes op de letter zelden weergeven, waardoor de /jo/-klank weergegeven wordt als de letter Е (/je/). Volgens de officiële voorkeursregels wordt de letter Ё gebruikt in gevallen waar onduidelijkheid over de uitspraak kan bestaan, zoals bij eigennamen. De letter Ё wordt daarentegen wel consequent gebruikt in woordenboeken, kinderboeken, en (taal)boeken voor buitenlanders. Ook sommige auteurs (zoals Aleksandr Solzjenitsyn) kozen voor een consequent gebruik van de letter Ё.
De letter is een gepalataliseerde (gejoteerde) o, maar na de sisklanken ж, ч, ш en щ is de o niet gejoteerd. Deze letter is (bijna) altijd beklemtoond.
De klank Ё kwam voort uit de beklemtoonde Е vóór een harde medeklinker. Niet alle beklemtoonde Е's voor harde klinkers zijn echter in Ё veranderd, en ook niet alle Ё's worden gevolgd door een harde medeklinker (bv. тётя (tjotja; tante).

## Weergave

### Unicode
De Ё en ё zijn in 1993 toegevoegd aan de Unicode 1.0 karakterset.
In Unicode vindt men Ё onder het codepunt U+0401 (hex) en ё onder U+0451.

### HTML
In HTML kan men voor Ё de code &IOcy; gebruiken, en voor ё &iocy;.